# Euclea angolensis
Euclea angolensis är en tvåhjärtbladig växtart som beskrevs av Robert Louis August Maximilian Gürke. Euclea angolensis ingår i släktet Euclea och familjen Ebenaceae. Inga underarter finns listade i Catalogue of Life.